# Teatro Bellini (Acireale)
Il teatro Bellini è un teatro lirico di Acireale. Fu costruito dall'ingegnere catanese Carmelo Sciuto Patti ed inaugurato nel 1870. Nel 1952 un devastante incendio doloso ne distrusse l'interno. Si attende, ancora dopo oltre mezzo secolo, il suo restauro e la sua riapertura.